# 크레이븐

크레이븐의 위치

크레이븐(영어: Craven)은 잉글랜드 노스요크셔주에 위치한 비도시 자치구로 중심 도시는 스킵턴이며 인구는 55,696명(2014년 기준), 면적은 1,177km2이다.